# Université du Wisconsin à Madison
L'université du Wisconsin à Madison (en anglais, The University of Wisconsin-Madison) appelée également UW-Madison, Madison, Wisconsin, University of Wisconsin, ou UW est une université publique américaine, dont le campus occupe une partie de la ville de Madison, dans l'État du Wisconsin.
Fondée en 1848, c'est la plus grande université de l'État, avec 41 000 étudiants, dont plus de 28 000 sont undergraduates.
UW-Madison offre un large éventail de domaines d'études, de programmes professionnels et d'activités étudiantes.
L'université fait partie du système des universités du Wisconsin réparties dans différentes villes de l'État. Depuis 1971, cet ensemble est composé de 13 universités et 13 junior colleges (programmes en deux ans).
Les équipes sportives de l'université sont surnommées les Badgers. Elles font partie de la conférence Big Ten. L'équipe de football américain de l'université a gagné le Rose Bowl Game en 1994, 1999 et 2000. L'équipe masculine de basket-ball a gagné le titre national NCAA en 1941, et a atteint le Final Four en 2000. Les équipes masculines et féminines de Hockey ont gagné le titre national en 2006.
L'université est souvent considérée comme une université publique du niveau des universités privées de l'Ivy League. Ainsi en 2007 U.S. News & World Report l'a classé au 8e rang des universités publiques américaines. Elle a également été classée au 16e rang mondial en termes de publications scientifiques dans le classement académique des universités mondiales de l'université Jiao Tong de Shanghai.

## Histoire
L'université a été créée quand le Wisconsin est devenu un État en 1848. L'article X, section B de la Constitution du Wisconsin demandait « la création d'une université d'État près du siège du gouvernement de l'État » et le 26 juillet 1848, Nelson Dewey, premier gouverneur du Wisconsin, signa l'acte de création de l'université. John W. Sterling devint le premier professeur de l'université (il enseignait les mathématiques) avec un salaire de 500 $ par an. La première promotion de 17 étudiants se réunit à la Madison Female Academy le 5 février 1849. Le conseil d'administration décida de la construction de l'université et rapidement un site de 20 hectares fut choisi pour le campus. Les plans prévoyaient la construction d'un « bâtiment principal de trois étages, surmonté d'un observatoire astronomique et faisant face au Capitole ». Ce bâtiment, University Hall, désormais appelé Bascom Hall, fut achevé en 1859. Un feu détruisit le dôme qui ne fut jamais reconstruit. North Hall, construit en 1851, fut le premier bâtiment achevé. En 1854, Levi Booth et Charles T. Wakeley furent les premiers diplômés de l'université. En 1892, l'université décerna son premier doctorat au futur président de l'université Charles R. Van Hise[réf. nécessaire].

### Idée Wisconsin
Les étudiants, les professeurs et le personnel sont motivés par une tradition philosophique propre à l'État du Wisconsin, et connue sous le nom de l'idée Wisconsin (en anglais : Wisconsin Idea), créée par le président de l'université Charles Van Hise en 1904, quand il déclara qu'il « ne serait jamais satisfait tant que l'influence bénéfique de l'université ne sera pas rentrée dans chaque foyer de l'Etat ». Cette philosophie prône que les frontières de l'université soient celles de l'État, et que la recherche pratiquée à Madison soit utilisée pour résoudre des problèmes et améliorer la santé, la qualité de vie, l'environnement et l'agriculture pour tous les citoyens du Wisconsin. Elle incite à la création de relations de travail entre les étudiants, professeurs, les industries et le gouvernement. Cette philosophie est toujours très présente au sein de l'université.

### Mouvement étudiant

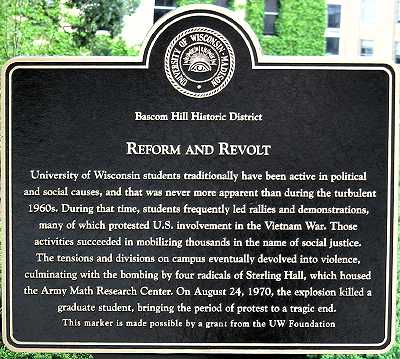
Panneau près de Sterling Hall.

Entre 1966 et 1970, l'université a été touchée par une série de manifestations étudiantes, et par l'usage de la force par les autorités en réponse. Le premier mouvement de protestation fut provoqué par la présence sur le campus de recruteurs de la société Dow Chemical, qui fournissait le napalm utilisé lors de la guerre du Viêt Nam. Les autorités utilisèrent la force pour stopper les troubles. Ces événements firent l'objet d'un documentaire de PBS Two Days in October, ainsi que d'un livre They Marched Into Sunlight. Parmi les étudiants blessés se trouvait le futur maire de Madison Paul Soglin.
Une autre cible des protestataires était le Centre de recherches mathématiques de l'armée (Army Mathematics Research Center-AMRC), situé en plein centre du campus dans le Sterling Hall physics building. Son directeur prétendait qu'ils ne faisaient que de la recherche mathématique pure. Mais le journal étudiant, The Daily Cardinal, obtint les rapports trimestriels que l'AMRC transmettait à l'armée américaine. Le Daily Cardinal publia une série d'enquêtes prouvant que l'AMRC effectuait des recherches liées à des demandes spécifiques du département de la Défense des États-Unis et concernant des opérations au Vietnam. L'AMRC devint un lieu de rassemblement pour les manifestants qui criaient « USA, partez du Vietnam, détruisons les maths de l'Armée ».
Le 24 août 1970, à 3h40, un van remplit d'une mixture d'essence et de nitrate d'ammonium explosa près du Sterling Hall. Malgré l'heure tardive, un post-doc travaillait dans un des laboratoires ; il fut tué dans l'explosion. Le département de Physique a été plus touché que la cible principale, l'AMRC. Karleton Armstrong, Dwight Armstrong et David Fine étaient responsables de l'explosion. Leo Burt était un suspect mais il ne fut jamais arrêté ou jugé.

### Autres dates clés de l'histoire de l'université
- Le 4 avril 1892, publication du premier journal étudiant sur le campus, The Daily Cardinal.
- 1898 le professeur de musique Henry Dyke Sleeper écrit Varsity, l'hymne de l'université.
- À la rentrée 1904-1905, l'école graduate est créée. L'Idée Wisconsin prend forme.
- Création du Wisconsin Union (centre d'activités et de loisirs) en 1907.
- William Purdy et Paul Beck écrivent On, Wisconsin en 1909, qui devient l'hymne des équipes sportives de l'université.
- En 1925, création de la fondation de recherche de l'université dans le but de gérer les brevets déposés par l'université ainsi que leurs revenus.
- 1969 le journal étudiant The Badger Herald est créé, avec un ton conservateur. Il critique les manifestants qui s'opposent à la guerre au Vietnam. Aujourd'hui, ce quotidien a perdu son label « conservateur ». L'université du Wisconsin est la seule grande université du pays à avoir deux quotidiens étudiants.
- En 1988 le journal humoristique The Onion est créé par deux étudiants de l'université.
- Le 10 décembre 1993, le jeu Doom, est mis en ligne sur les serveurs de l'université provoquant leur panne du fait de nombreux téléchargements simultanés.

## Vie académique
L'université du Wisconsin-Madison est le campus porte-drapeau du système des universités du Wisconsin, elle est composée de 22 écoles. En plus des formations traditionnelles en management, ingénierie, éducation, agriculture, et lettres et sciences, l'université a des écoles professionnelles en droit, médecine, vétérinaire, environnement, administration publique, journalisme, documentation et pharmacie.
La moitié des élèves undergraduate de l'université font partie de l'école des Lettres et Sciences qui est composée de 39 départements et 5 écoles professionnelles qui forment les élèves et conduisent des recherches dans un vaste champ de domaines tels que la biologie, l'astronomie, l'histoire, la géographie, la linguistique et les sciences économiques.

### Classements
Wisconsin a toujours été une des meilleures universités publiques du pays depuis le début du XXe siècle et est classée parmi les meilleures universités dans le monde pour la recherche.
Selon le conseil national de la recherche des États-Unis plus de 70 programmes de l'université sont dans le top 10 au niveau national. Dans le classement académique publié par l'université de Shanghai, l'université du Wisconsin-Madison occupe le 17e rang mondial. Selon le rapport Gourman sur les programmes undergraduate, l'université est la 3e meilleure université publique derrière Berkeley et l'université du Michigan. De plus elle a été classée au 7e rang pour le niveau de son enseignement. En 2004, dans une étude de Bloomberg Market News, des chercheurs ont montré que UW-Madison était à égalité avec Harvard pour le nombre de PDG des 500 plus grandes sociétés du pays formés dans ses murs. UW-Madison est au deuxième rang derrière Harvard pour le nombre de doctorats et ses anciens élèves représentent le plus important contingent des Peace Corps. L'université est l'un des 60 membres élus de l'Association des universités américaines.
Dans son classement annuel de 2007, le magazine U.S. News & World Report a classé UW-madison en 34e position au niveau national.L'université est souvent citée parmi les universités fournissant une qualité d'enseignement comparable à celle des universités de l'Ivy League. En plus du très bon classement de ses écoles d'éducation, de géographie, d'histoire, de journalisme et de sociologie, l'université a récemment été classée comme la 8e meilleure université publique du pays.
Le classement 2006 du Washington Monthly a placé l'université au 11e rang, en se basant sur des critères académiques, sur la recherche, le service public et la mobilité sociale.

### Recherche
Depuis sa création, l'université a toujours été à la pointe de la recherche. En 2007-2008, elle a consacré $832 millions à la recherche sur le campus, ce qui la met au deuxième rang national derrière l'université Johns-Hopkins, et devant ses rivales dans le domaine de la recherche l'université de Californie à Los Angeles et l'université du Michigan.
L'université est réputée pour son centre de recherche sur les cellules souches. Le professeur James Thomson a été le premier scientifique à isoler des cellules souches embryonnaires humaines, ce qui a attiré l'attention et le respect la communauté scientifique mondiale pour le programme de recherche de l'université. L'université conserve son rôle de leader dans la recherche sur les cellules souches, aidée en cela par les financements de la fondation de recherche de l'université par l'intermédiaire de sa structure dédiée appelée Wicell.
C'est d'un projet de bibliothèque graphique : le SSEC Visualization Project du Centre de Sciences de l'Espace et des Sciences de l'Ingénieur de cette université, qu'est née la bibliothèque libre Mesa 3D.
L'université est également réputée pour ses programmes graduate en génie mécanique et en nucléaire. Son centre de recherche sur les moteurs à combustion interne est à la pointe de la recherche dans le domaine des technologies de combustion appliquées à l'industrie automobile.
En janvier 2008, le journal The Badger Herald a évoqué la mise en demeure en juin 2007 du centre de recherche sur les animaux par le département de l'Agriculture du fait du non-respect de règles sur la protection des animaux cobayes (non-utilisation d'anti-douleurs, vétérinaires non avertis des problèmes de santé de certains animaux…).

### Tableau d'honneur en lettres et sciences
1 700 élèves de l'école de lettres et sciences sont inscrits dans un programme de tableau d'honneur qui exige d'eux plus de travail dans des cours de niveau plus élevé que ceux suivis par les autres élèves. Ce programme a été créé en 1958 à la suite de la demande de nombreux élèves brillants qui souhaitaient développer plus rapidement et plus intensément leurs compétences.
Le programme offre également des prêts, des bourses d'études et des récompenses, notamment pour les élèves doctorants, ainsi qu'une variété de services, et d'aides académiques et sociales à travers l'organisation des étudiants du tableau d'honneur.

## Campus

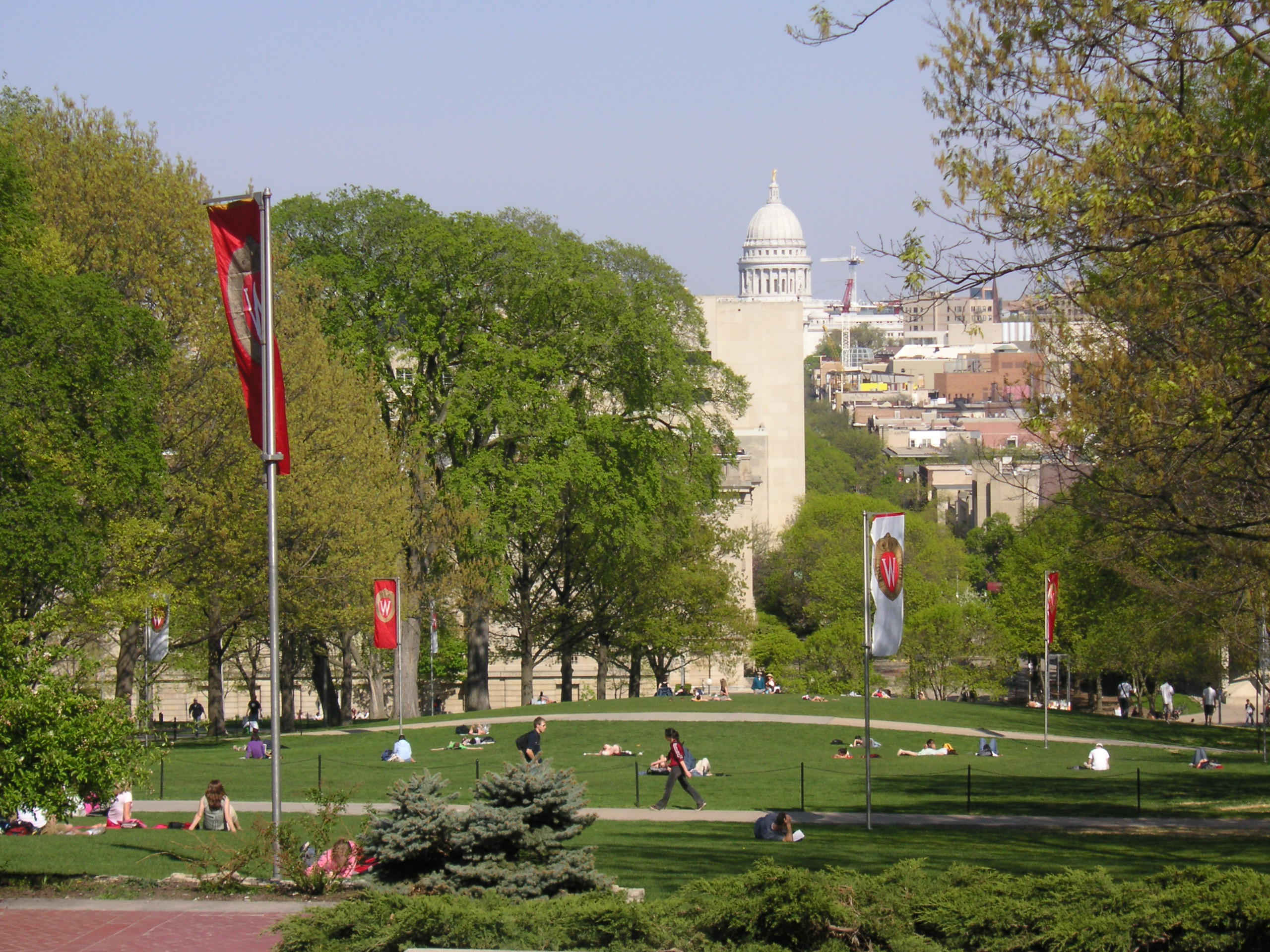
Bascom Hill.

L'université se situe à Madison, à deux kilomètres du Capitole, et se trouve en partie sur un isthme entre deux lacs, le lac Mendota et le lac Monona. Le campus principal a une taille de 3,77 km². Si on ajoute les divers centres de recherche, la superficie totale atteint 42,9 km². De nombreux bâtiments du campus ont été conçus par les architectes J.T.W. Jennings et Arthur Peabody. Le centre névralgique du campus est Memorial Union. Le campus a sa propre unité de police, des restaurants universitaires, un hôpital, des centres de loisirs, et un arboretum : l'arboretum de l'université du Wisconsin.
Le Campus a servi de décor pour deux films: Back to School en 1986 avec Rodney Dangerfield, ainsi qu'en 2006 dans le film The Last Kiss, avec Zach Braff.

### Bascom Hall

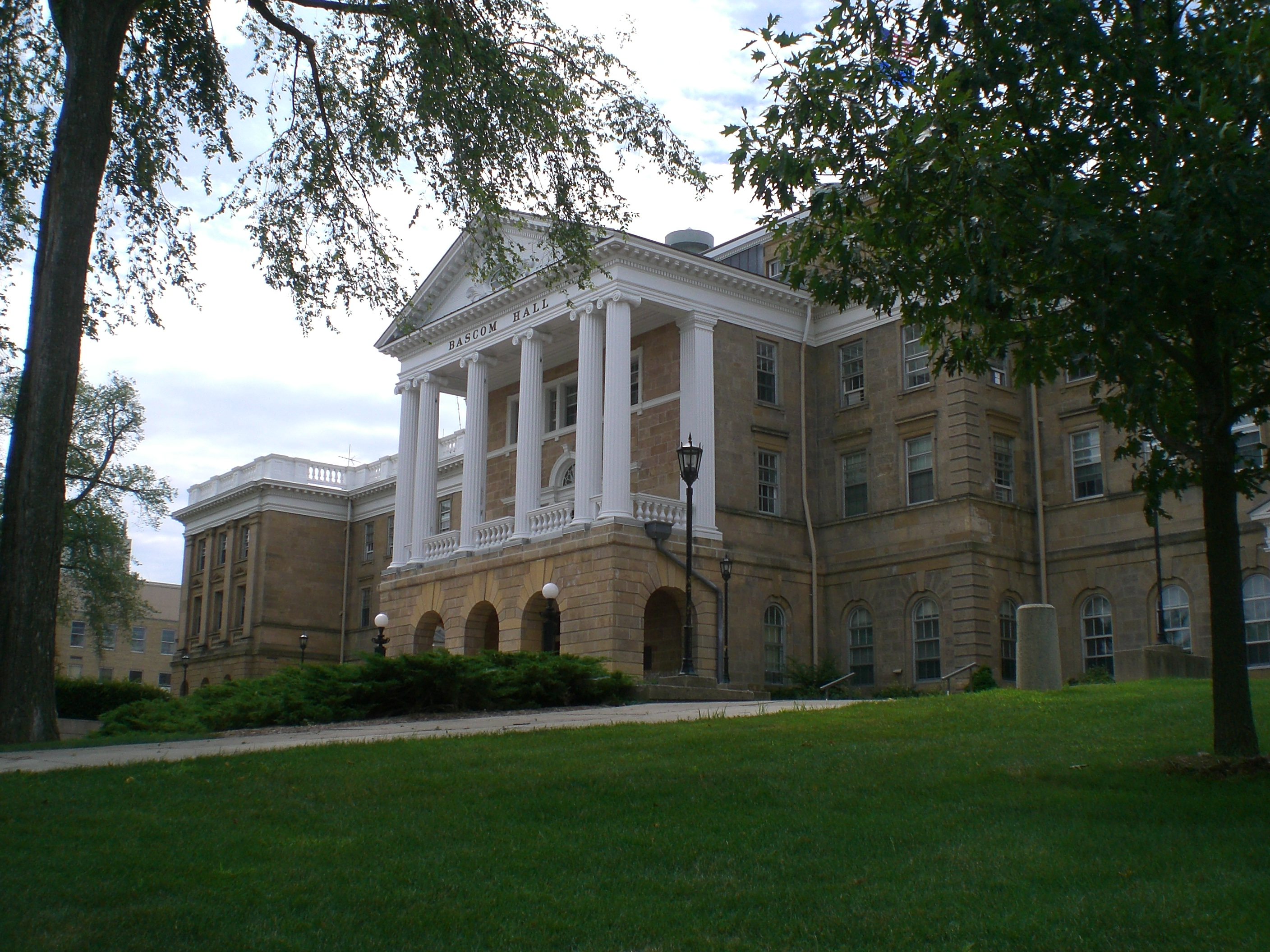
Bascom Hall.

Considéré comme un bâtiment symbole de l'université, Bascom Hall, situé au sommet de la colline de Bascom Hill, est souvent considéré comme le « cœur du campus ». Construit en 1857, il fut maintes fois rénové, même si le dôme qui le couvrait ne fut pas reconstruit après un feu qui le détruit. Le bâtiment abrite la direction de l'université, notamment les bureaux du chancelier et de ses adjoints. Bascom Hall est inscrit au registre national des monuments historiques.

### Music Hall

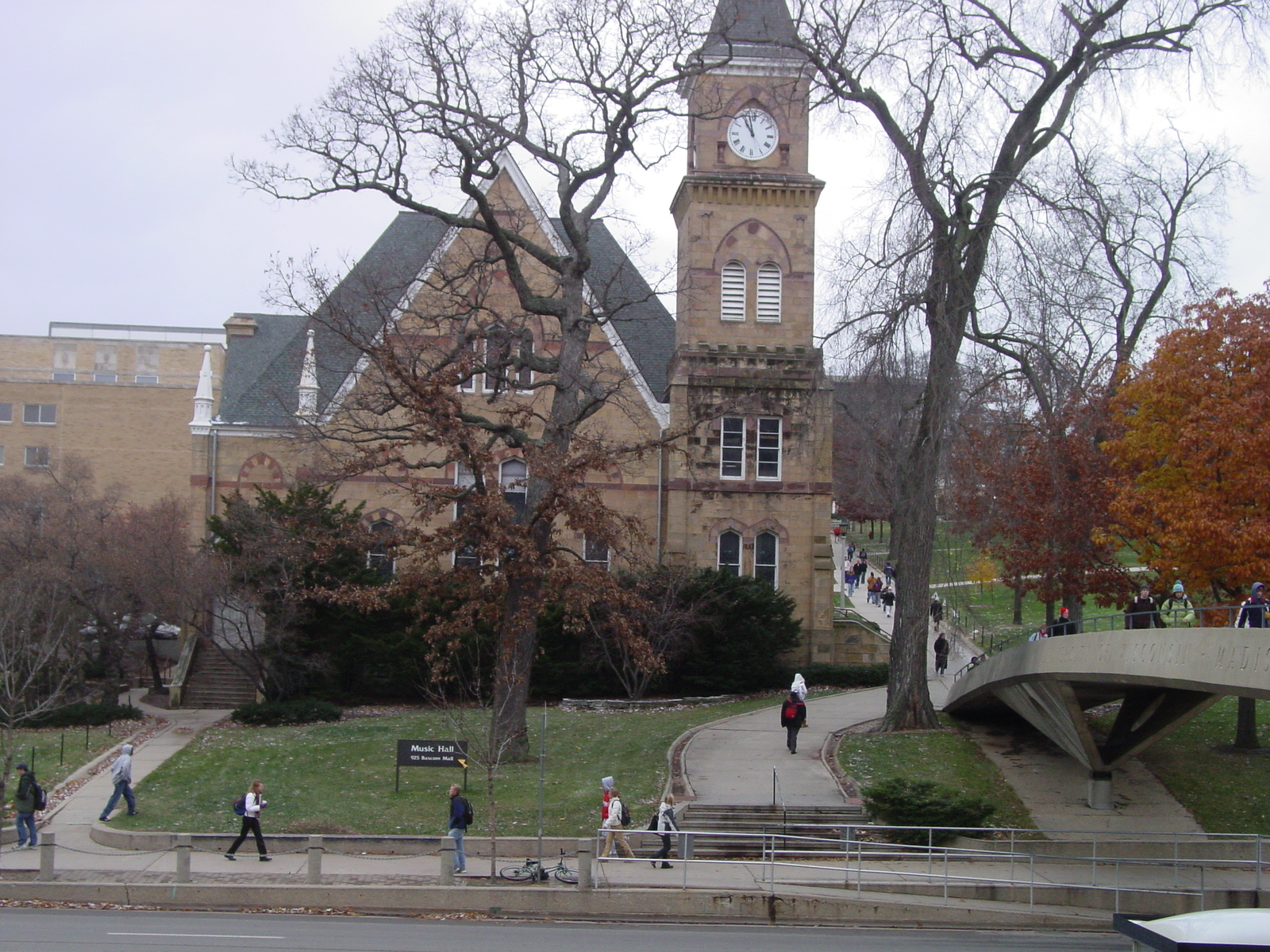
Music Hall.

Le bâtiment, de style victorien, a été construit en 1878. Il prit d'abord le nom de Assembly Hall et comportait un auditorium de 800 places, une bibliothèque, et une tour avec une horloge. Inauguré le 2 mars 1880, il servait à l'origine de centre de convention, de salle de bal, de lieu pour la remise des diplômes ainsi que de bibliothèque. Après le déménagement de cette dernière en 1900 dans différents lieux du campus, le bâtiment fut en partie affecté à l'école de musique. Après quelques travaux, il prit son nom actuel de Music Hall en 1910, et accueille toujours aujourd'hui d'importants évènements ainsi que les opéras de l'université. Le bâtiment abrite également des salles de cours.

### Grainger Hall
Le bâtiment, situé à proximité de Bascom Hill abrite l'école de management. Cette dernière fut fondée en 1900. Pour faire face au nombre croissant d'élèves de cette école, Grainger Hall a été inaugurée en 1993 grâce aux dons de David W. Grainger, ancien élève ingénieur de l'université. En plus d'une bibliothèque dédiée, il abrite 30 salles de cours.
En octobre 2007, 13 anciens élèves ont fait don d'un total de $85 millions pour que l'école garde son nom de Wisconsin school of business pour les 20 prochaines années.

### George L. Mosse Humanities Building
Le bâtiment, situé près du Library Mall, est haut de 7 étages. Il abrite les écoles d'histoire, d'art et de musique et on y trouve dans sa cour des expositions des travaux des élèves artistes.

### Wisconsin Union

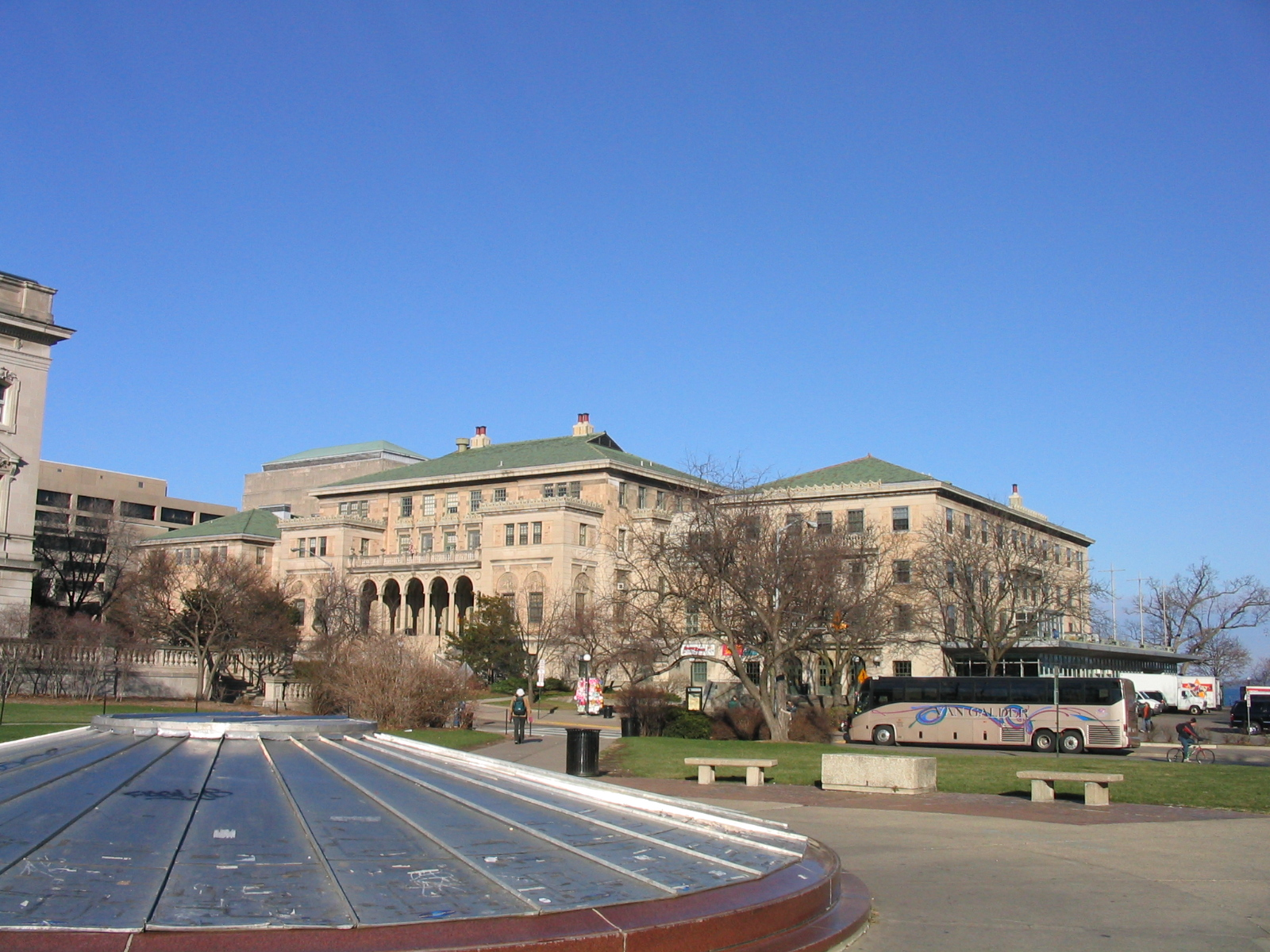
Wisconsin Union.

L'université du Wisconsin-Madison héberge deux centres de loisirs étudiants. Le premier, Memorial Union, a été construit en 1928. Memorial Union, aussi appelé the Union ou the Terrace, a la réputation d'être un des plus beaux centres d'activités et de loisirs étudiants sur un campus. Il est situé aux bords du lac Mendota et c'est un lieu de sorties et de rencontre populaire parmi les étudiants et les habitants de la ville. Son nom est en hommage aux vétérans de guerre américains. On y trouve le Rathskeller, un pub allemand qui donne sur la Terrasse au bord du lac. On y assiste aussi bien à des débats politiques qu'à des parties de backgammon autour d'un verre de Rathskeller Ale, une bière brassée sur place. On y trouve aussi des galeries d'art, un cinéma, un théâtre et un atelier d'artisanat. Memorial Union abrite également les locaux de ASM StudentPrint, la seule « entreprise » de l'université à être gérée par les étudiants. Un référendum consultatif a permis aux étudiants de manifester leur approbation à un projet d'extension du bâtiment. Cette extension est en cours de planification.
Union South, est le second centre, situé au sud du campus. Construit dans les années 1960 du fait du manque de place à Memorial Union. Il est aujourd'hui fréquenté en grande partie par les étudiants et professeurs des bâtiments de sciences voisins. Il héberge des cours de danse, des projections de film, des concerts et un bowling. Il est prévu de fermer ce centre pour en construire un plus grand et plus écologique.

### Centrale électrique de Charter Street

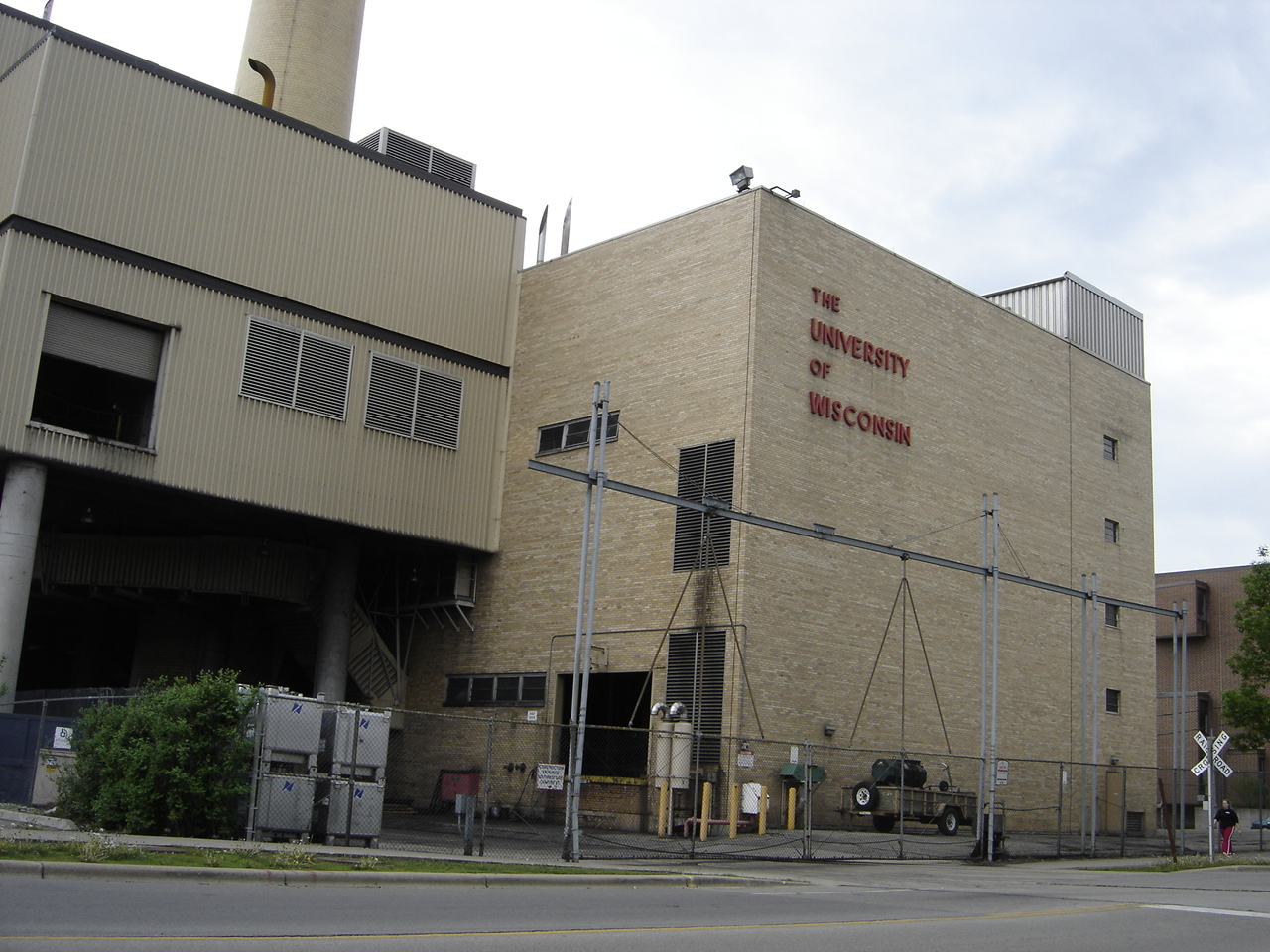
Centrale électrique du campus.

Située à proximité du cœur de l'université, la centrale (inaugurée dans les années 1950) fonctionne au charbon et produit plus de 50 millions de kilowatts-heures d'électricité par an.
Le 3 mai 2007, le Sierra Club a déposé plainte contre l'université pour non-respect de la réglementation fédérale sur la pollution de l'air. La centrale n'utilise pas de moyens modernes de contrôle de la pollution. Un projet de conversion de la centrale à la biomasse est d'abord envisagé, avant d'être abandonné pour des raisons budgétaires et remplacé par une conversion au gaz naturel.

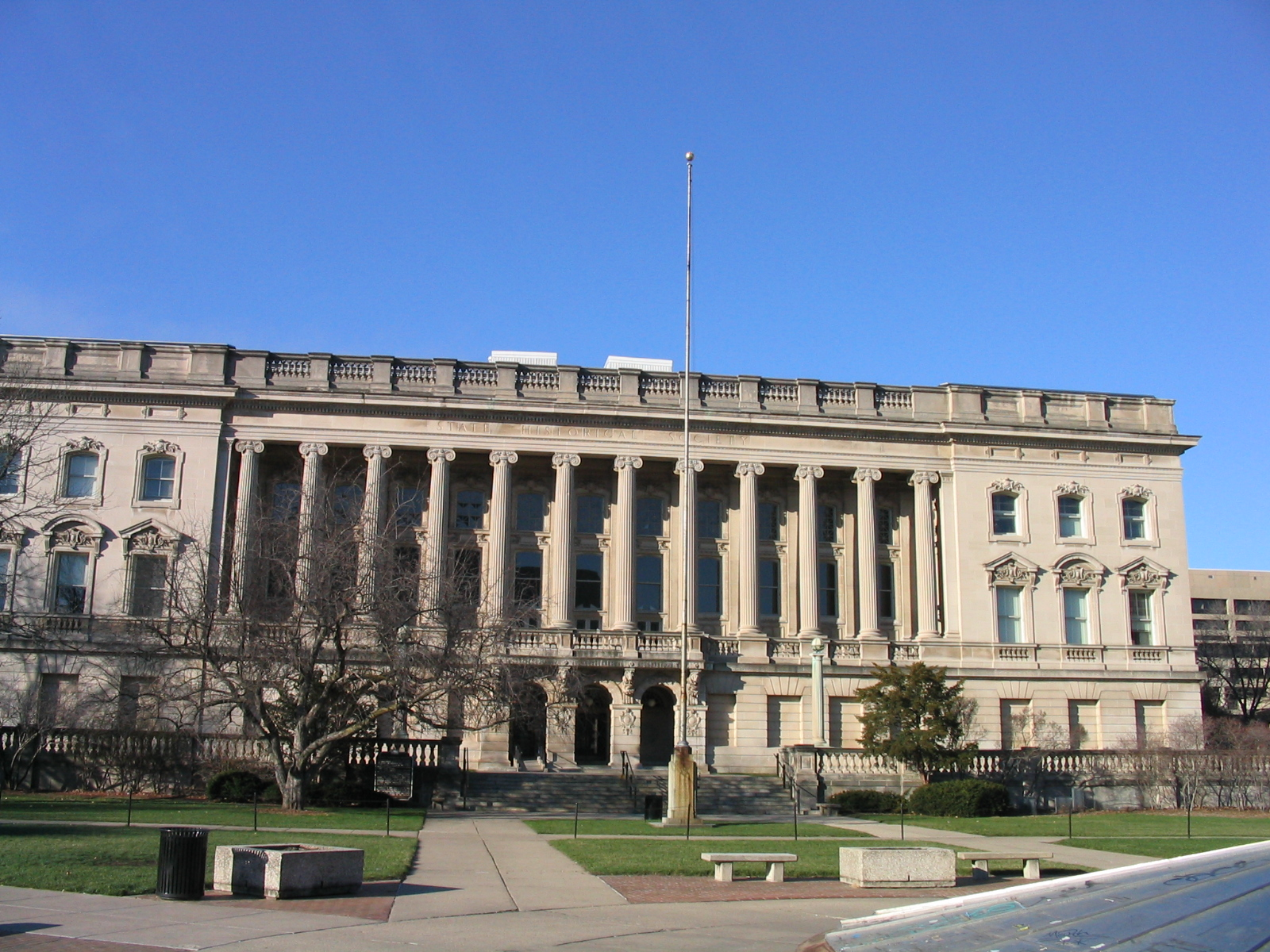
Bibliothèque de la Wisconsin Historical Society.

### Bibliothèques
UW-Madison a la dixième plus grande réserve documentaire du pays. Le campus est équipé de plus de 40 bibliothèques, dont la Memorial Library, la plus grande du Wisconsin. En 2004, la totalité des collections représentait plus de 7,3 millions de volumes. S'y ajoutent 6,2 millions de microfilms des centaines de milliers de documents gouvernementaux, de cartes, de partitions de musique, de documents audiovisuels. Plus d'un million de volumes sont prêtés chaque année. La Memorial Library est le centre de recherche principal pour les sciences humaines et sociales. Elle conserve plus de 3,5 millions de volumes ainsi qu'une grande collection de magazines, de quotidiens nationaux et étrangers et des collections patrimoniales (comprenant aussi les archives de l'université), une bibliothèque de musique, un musée de l'imprimerie. L'université dispose d'une importante bibliothèque numérique.
La College Library abrite des collections spécialisées sur les minorités, les femmes, des œuvres artistiques, des enregistrements musicaux et littéraires, ainsi que des livres de poche et un centre de media équipé de plus de 200 postes informatiques disponibles pour les étudiants.
La Wendt Commons Library est la bibliothèque de l'école d'Ingénierie et des départements d'informatique, de statistique et de sciences océanographiques et atmosphériques.
Le catalogue en ligne des bibliothèques de l'université comprend l’intégralité des ressources détenues par plus de 30 bibliothèques du campus ainsi qu'un certain nombre de ressources Internet.

### Musées
Le musée de géologie regroupe des pierres, des minéraux et des fossiles du monde entier, ainsi que des fragments de météorite. Parmi les fossiles, on trouve le premier squelette de dinosaure assemblé dans le Wisconsin (un Edmontosaurus), un requin (Squalicorax) et une colonie flottante de crinoïdes (Uintacrinus), issus de la craie crétacée du Kansas, et les restes d'un Mastodonte, découverts dans le Sud-Ouest du Wisconsin en 1897.
Le musée d'art, autrefois appelé Elvehjem Museum of Art, a été rebaptisé Chazen Museum of Art en 2005, en remerciement d'un don de 20 millions de dollars pour des travaux d'agrandissement.

## Sports
La mascotte de l'université est Buckingham U. Badger, surnommée Bucky Badger (Bucky le blaireau). Les équipes de UW-Madison sont affiliées au championnat NCAA en Division I-A. Les programmes sportifs font partie de la conférence Big Ten, à l'exception des équipes de Hockey sur glace qui sont dans la Western Collegiate Hockey Association et des équipages d'aviron qui concourent au sein de la Eastern Association of Rowing Colleges. En 2006, les équipes masculines et féminines de hockey sur glace ont gagné le titre national. Seuls les Connecticut Huskies en basket-ball en 2004 avaient déjà réalisé l'exploit de gagner la même année les deux titres dans un même sport. L’hymne des équipes est On, Wisconsin.
La saison 2005-06 fut marquée par un nombre record de 4 titres nationaux. En plus des deux titres de hockey sur glace, l'équipe masculine de cross country a gagné son 4e titre national, après trois secondes places consécutives et l'équipe féminine d'aviron a gagné son troisième titre national d'affilée.

### Football américain

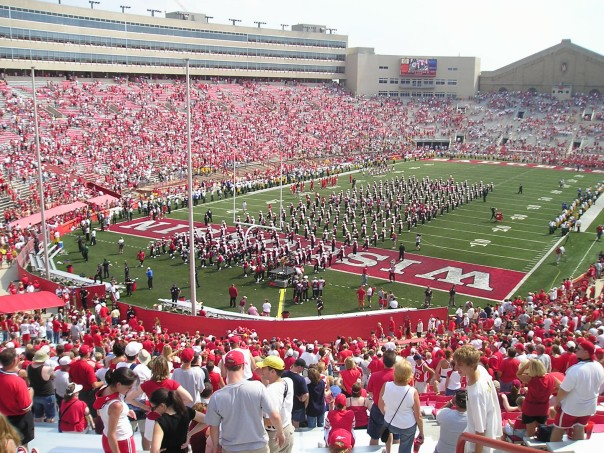
Camp Randall Stadium.

Le football américain universitaire est le sport le plus populaire du campus. L'équipe, classée chaque année dans le Top 25 du pays joue à domicile au Camp Randall Stadium devant plus de 80 000 personnes. L'équipe joue en général 12 matchs dans la saison régulière dont 7 à domicile. Avant, pendant et après chaque match, la fanfare de l'université anime le stade. La saison 2005-2006 fut la dernière du légendaire coach Barry Alvarez qui a quitté son poste pour celui de directeur athlétique; Bret Bielema lui a succédé. Les Badgers ont gagné 3 Rose Bowl sous les ordres d'Alvarez, en 1994, 1999 et 2000. La saison 2006 s'est achevée sur un parcours exceptionnel de 11 victoires et une défaite, et une victoire au Capital One Bowl contre Arkansas. En 2007, les Badgers ont gagné 9 matchs pour 3 défaites, et ont perdu l'Outback Bowl contre les Volunteers du Tennessee.

### Basket-ball

Basket-ball au Kohl Center.

Après des décennies de résultats décevants (mis à part un titre national en 1941), l'équipe masculine de basket-ball a renoué avec le succès depuis quelques années. Ils se qualifient chaque année pour le championnat national NCAA, atteignant les demi-finales en 2000. Bo Ryan, ancien entraîneur de l'équipe de l'université du Wisconsin-Platteville, entraîne l'équipe depuis le départ à la retraite en 2001 de Dick Bennett. Les Badgers jouent au Kohl Center. Durant la saison 2006-2007, les Badgers ont été classés premiers par la presse pendant une semaine en février, avant de connaître une fin de saison moyenne, conclue par une défaite en 16e de finale du championnat national NCAA. La saison 2007-2008 a vu leur victoire en saison régulière de la conférence Big Ten ainsi que dans le tournoi final de cette conférence. Ils ont néanmoins perdu dès les 8e de finale du championnat national NCAA.

### Hockey sur glace

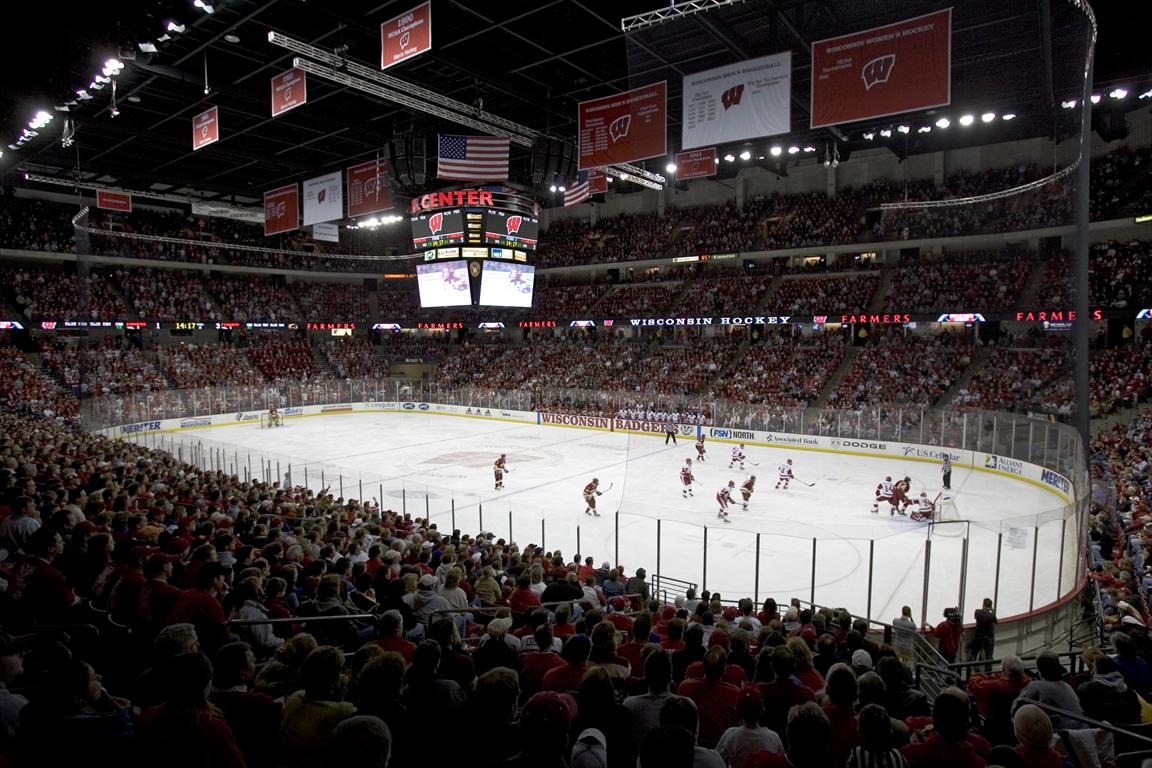
Hockey sur glace au Kohl Center.

Après avoir été pratiqué dans les années 1920 et 1930, le hockey sur glace est redevenu un sport majeur à UW-Madison en 1963. Bob Johnson, surnommé 'Badger Bob'a dirigé l'équipe de 1966 à 1982, remportant trois titres nationaux en 1973, 1977 et 1981. L'équipe a joué à l'Alliant Energy Center jusqu'en 1998 quand le Kohl Center d'une capacité de 15 237 places fut inauguré.
Durant la saison 2005-2006, il y a eu en moyenne 13 511 spectateurs au match, un record national.
L'équipe féminine commença à jouer en 1999. Sous les ordres de Mark Johnson, fils de Badger Bob et membre de l'équipe championne en 1977, l'équipe féminine remporte son premier titre national le 26 mars 2006. Le 8 avril 2006 l'équipe masculine remporte son 6e titre national après ceux de 1973, 1977, 1981, 1983 et 1990. L'équipe féminine a de nouveau remporté le titre en 2007 en battant l'université du Minnesota-Duluth le 18 mars.

### Rivalités
L'opposition la plus ancienne dans l'histoire de la NCAA se manifeste par le match annuel de football américain universitaire qui oppose Les Badgers aux Golden Gophers de l'Université du Minnesota. L'enjeu du match est le gain d'un trophée, le Paul Bunyan's Axe. Les deux universités s'affrontent également tout au long de l'année lors de la « bataille des États frontaliers » : un classement est effectué en fonction des performances respectives des différentes équipes des deux universités.
Une autre rivalité oppose les Badgers à l'université de l'Iowa. Les deux équipes s'affrontent lors du match annuel de football américain universitaire pour le gain du Heartland Trophy.
Beaucoup d'étudiants et de fans des Badgers considèrent que leurs plus grands ennemis sont les Wolverines du Michigan de l'université du Michigan. Depuis quelques années, une rivalité s'est également développée avec l'université de l'État de l'Ohio, ainsi que face à l'université de l'Illinois.
Une rivalité s'est également développée en basket-ball, face à la plus grande université privée du Wisconsin, l'université Marquette, située à Milwaukee.

### Mascotte
La mascotte est un blaireau nommé Bucky.
À la fin du XIXe siècle, la première mascotte était un blaireau vivant qui ne fut pas conservé longtemps du fait de son tempérament. Le surnom de « Badgers » resta néanmoins collé aux équipes sportives de l'université, et Art Evans dessina une caricature de blaireau en 1940 qui fut adoptée comme symbole. En 1949, un concours fut lancé pour baptiser la mascotte. Du fait du peu de réponses, une commission décida de la nommer Buckingham U. Badger, ou « Bucky ».
L'origine du blaireau comme symbole vient du fait que vers 1820 on trouvait beaucoup de mineurs dans le Wisconsin, et qu'on comparait leur vie sous terre à celle des blaireaux.

## Vie étudiante

### Media

#### Journaux étudiants
UW-Madison est la seule grande université américaine à avoir deux quotidiens étudiants : The Daily Cardinal, fondé en 1892 et The Badger Herald, créé en 1969. Ils sont tous les deux indépendants de l'université. Le bi hebdomadaire libéral The Madison Observer, créé en 2003 et l'hebdomadaire conservateur The Mendota Beacon, fondé en 2005 sont aussi publiés par des étudiants. The Onion a été créé en 1988 par deux étudiants de l'université, et a été publié depuis Madison pendant des années avant de déménager à New York en 2001.

#### Radio étudiante
La radio étudiante du campus se nomme WSUM. Sa fréquence est 91.7 FM. Dans l'histoire de l'université, on a assisté à plusieurs créations de stations radios étudiantes, qui entraient souvent en conflit avec la FCC, l'autorité de régulation. WSUM a débuté sur le web en 1997 puis obtint en 2002 de la FCC le droit de construire une tour pour émettre en FM sur la fréquence 91.7. La radio fonctionne avec 150 DJ bénévoles et 8 salariés. Tout étudiant de l'université peut participer au fonctionnement de la radio. Les volontaires sont formés, et doivent fournir une démo. Contrairement à d'autres radios étudiantes, WSUM n'impose pas de genre musical à l'antenne, ni de ligne éditoriale.

### BD en ligne
Trois doctorants américains en science de l'Université du Wisconsin à Madison, Jaye Gardiner, Khoa Tran et Kelly Montgomery créent en 2015 l'éditeur de bande dessinée en ligne JKX Comics afin de vulgariser leurs travaux. Ils sont par la suite rejoints par d'autres doctorants.

### Scooters
Du fait de l'étendue du campus et de leur consommation raisonnable, les scooters sont devenus un moyen de transport populaire parmi les étudiants. Madison a l'un des taux d'équipement en scooter par habitant les plus élevées du pays. Depuis 2006, il faut acheter une carte de parking pour pouvoir se garer sur le campus et des amendes sont distribuées en cas de parking en dehors des aires désignées.

### Image de fêtards
L'université a reçu en le titre d'« université la plus fêtarde du pays » de la part de la Princeton Review en 2005 et de Playboy en 2006. En 2006 la Princeton Review a classé Wisconsin en 4e position, mais au 1er rang pour la consommation de bière. UW cultive ainsi depuis longtemps ses qualités académique, son activité politique et sa consommation d'alcool.
Cette mentalité festive se manifeste particulièrement lors de la Mifflin Street Block Party. Cet événement, créé dans les années 1960 comme un festival de contreculture a lieu désormais au début de la semaine d'examen du semestre de printemps, en mai. L'autre grand événement annuel est la State Street party d'Halloween. Ces deux fêtes attirent des dizaines de milliers de participants qui viennent de toute la région voire de tout le pays.

#### Halloween sur State Street
La fête d'Halloween sur State Street, surnommée FreakFest est un rassemblement de plusieurs dizaines de milliers de personnes déguisées, le weekend avant Halloween. Cette fête a provoqué de nombreuses controverses.
En 2004, 450 participants ont été arrêtés en raison de feux allumés et de magasins vandalisés pendant la soirée. 95 % des personnes arrêtées n'étaient pas étudiantes à UW-Madison. Cela a conduit l'université à revoir ses règles au niveau de l'accueil d'invités au sein des résidences étudiantes. Ainsi pour l'édition 2007, les étudiants vivant en résidence ne pouvaient héberger personne.
En 2005, on dénombra 100 000 participants. Peu d'incidents furent déclarés mais 447 personnes furent arrêtées, principalement pour des violations des règles sur l'âge de consommation d'alcool. Les 1 000 derniers fêtards furent dispersés par une charge de police à coups de gaz poivre, et ce pour la 4e année consécutive. Selon le maire de Madison, Dave Cieslewicz, le coût de la présence policière renforcée ce soir-là est de 750 000 $.
En 2006, la municipalité a instauré un droit d'entrée de $5 sur State Street ce qui provoqua la colère des étudiants et une affluence en baisse.

## Personnalités liées à l'université
- Michael Mann : réalisateur, scénariste et producteur de cinéma américain connu pour avoir produit des films comme Le Dernier Des Mohicans (1992), Heat (1995), Collateral (2005) ou encore Public Enemies (2009).
- John Kamps : scénariste américain.
- John Roger Commons : économiste, fondateur du courant institutionnaliste américain.
- Carl Rogers : psychologue, créateur de l'approche centrée sur la personne en thérapie.
- Pamela Redmond Satran, écrivaine, auteure connue pour avoir écrit le roman Younger qui a par la suite été adapté en une série télévisée nommée Younger.
- Bilkisu Yusuf, journaliste nigériane
- Virgil Abloh, le célèbre créateur américain et fondateur de la marque Off-White.
- Norman Carter Fassett, botaniste (1900-54)
- Michael Quinn Patton (1945), sociologue et évaluateur américain.
- Florence Chenoweth (1945-2023), ministre de l'Agriculture du Liberia
- Sarah Merciam Mathews auteure et romancière indo-américaine.
- Florence Howe (1929-2020), féministe américaine.

## Statistiques
Anciens élèves vivants : 372 100
Anciens élèves étrangers : 14 550 (4 %)
Anciens élèves vivant dans le Wisconsin : 132 949 (39 %)
Anciens élèves dans les grandes villes américaines :
- Madison : 49 315 (14 %)
- Chicago : 22 447 (7 %)
- Milwaukee : 19 038 (6 %)
- Minneapolis : 16 143 (5 %)
- New York : 11 159 (3 %)
- San Francisco : 9 579 (3 %)
- Washington : 7 779 (2 %)
- Los Angeles : 5 423 (2 %)

TOTAL : 140 883 (41 %)
17 prix Nobel et 24 prix Pulitzer ont été accordés à des professeurs ou anciens élèves de l'université.